# 生瀨勝久
生瀨勝久（日语：／ Namase Katsuhisa，1960年10月13日—），日本男演員、藝人、主持人。本名相同。舊藝名。
出身於兵庫縣西宮市。西宮市立生瀨小學、西宮市立鹽瀨中學、兵庫縣立寶塚高等學校、同志社大學文學院社會學系（現社會學院社會學系）畢業。RICOMOTION所屬。身高178cm。體重70kg。O型血。

## 來歷

### 學生時期
生瀨勝久在學生時期參加吹奏樂社，負責薩克斯管。擔任學生會主席和接力賽選手。
高中時期在寶塚家庭樂園打工賣果汁。高中畢業後，他以浪人的身份進入大學，在一家什錦燒店打工。
1980年，他考入大學。1982年，當他隸屬於同志社大學劇團「第三劇場」時，被京都大學劇團「劇團卒都婆小町」第2任主席辰巳琢郎發掘，同年，以《猿飛佐助》首次登台演出。學生時期以之名與辰巳琢郎、川下大洋一起活躍於「喜劇研究會」、「第三劇場」、以及「卒都婆小町」。當時，擔任研討會講師的石田光男（後來的同誌社大學社會學院院長）說他不適合演戲，但石田後來反思自己缺乏「遠見」。1986年，生瀨從大學畢業。

### 作為喜劇演員、演員
儘管大學畢業時收到了一家公司的工作邀請，但他拒絕並進入了戲劇圈。1988年就任「卒都婆小町」第4任主席，同時也擔任劇作家、演出家。
從1988年開始至1989年，他與漫畫家久內道夫一起定期出現在讀賣電視台播出的深夜短劇節目《週刊電視廣辭苑》。從那時起，他展現了作為喜劇演員的才華並獲得了人氣，然後以槍魔栗三助的名義作為偵探的最初成員之一出現在《偵探！夜間獨家報導》中，並且從第一集開始多次連續出現。1985年阪神虎贏得冠軍時，他參與了被扔進道頓堀就消失的肯德基爺爺雕像搜索企劃。此後，他不斷出現在讀賣電視台的深夜節目中，如1989年的《現代用語的基本體力》、1990年的《MUIMIDASU》、《未確認飛行BUTTOI》等。與「劇團☆新感線」的古田新太和羽野晶紀、「宣傳行為」的立原啓裕、升毅、牧野惠美等人成為關西學生戲劇熱潮的一部分。2008年3月8日至15日這兩週時間裡，生瀨與20年前的製作人員和演員們重聚，《現代用語MUIMIDASU BUTTOI廣辭苑》在讀賣電視台播出。
1988年，生瀨在NHK連續電視小說《小純的應援歌》獲得常駐演出後，將自己的本名改為生瀨勝久。 詳情請參閱下文。
1990年代中期開始，他正式進軍全國電視劇，2001年，為了將演員的活動從關西擴展到日本全國各地，離開了「卒都婆小町」劇團。他變化自如般地演過從嚴肅到滑稽的各種角色來強化主角，有時也會扮演一個有特色的角色，成為作品的重點，作為著名配角之一，他在電視劇、電影、舞台劇等多元領域不斷地受到歡迎。另一方面，他在2010年4月播出的《圈套》（朝日電視台）衍生作品《警部補 矢部謙三》中首次主演連載劇，並以《再生物語》在電影中第一次主演。
2005年，以《爸爸的背摔絕技》獲得高崎電影節最佳男配角獎。2013年，獲得第32屆最佳父親黃彩帶獎。

### 更改藝名的契機
1988年下半年（1988年10月—1989年3月），他憑NHK連續劇《小純的應援歌》中第一次在NHK的節目中出現，但因為槍魔栗三助這個藝名不適用於NHK播出，所以將藝名改成了真名。此後，他繼續以槍魔栗三助的名義活動，但出於全面投入電視活動和遍及全國的意識，1990年10月統一使用本名生瀨勝久。

### 演藝風格
憑藉獨特的演技，廣泛活躍於電影、電視、廣播、舞台。演過多次配角。此外，他也將本身的獨特個性，活動範圍擴大到綜藝節目。
與仲間由紀惠合作較多，例如《圈套》、《極道鮮師》、《功名十字路》、《幽靈媽媽搜查線 ～我與媽媽不可思議的100天～》（兩人都是合夥主演，生瀨扮演與之相關的常駐角色）。

## 人物

### 方言
根據TPO，他能根據情況使用標準方言和關西方言。在綜藝節目上，根據搭檔和節目的內容，使用標準方言和關西方言。而關西方言是在以關西為背景的電視劇中出現或扮演關西人時使用。

### 家族
妻子是比他小12歳的模特兒、瑜伽講師堀本陽子。有一個兒子。

### 興趣、特長
- 釣魚[3]、高爾夫[3]
- 曾一時衝動買了一個「相撲室大小」的杵和臼[18]。
- 吸塵器狂熱者，家裡有10多台吸塵器[18]。有一次，當吸塵器吸頭損壞時，他去一家家電量販店（日语：家電量販店）消費，與店員發生爭執[20]。

#### 與興趣愛好相關的計劃
至於高爾夫，生瀨在《真假驗證中》（2021年7月7日播出）中挑戰了自己帶來的「生瀨課長 100天接待 通往300碼之路」之企劃。當企劃的階段開始時，生瀨擊球的飛行距離是207碼（189.28m）。目標是參加2021年6月舉行的長打駕駛比賽並擊出300碼（274.32m）。他進行了100天的高爾夫訓練（每天打200桿，訓練肌肉），並在節目錄製前後工作。在長打比賽前10天的接待（緊密）第91天，錄完該節目後，生瀨透露自己證實因為揮桿過度受傷，他並沒有告訴任何人，但是（右側）肋骨從側面開始疼痛得很厲害。在接待第98天中，他在位於山梨縣的鳴澤高爾夫俱樂部為比賽做最後調整，成功擊出299碼（個人最佳非官方成績）。
6月，生瀨參加由日本職業長打工會在茨城縣高爾夫5國笠間森林舉辦的公開比賽（每人6球，限時2分30秒），加入45歲以上業餘男子高級組擊出247碼的記錄。該企劃本身已經結束，但生瀨稱在那之後訓練仍在繼續。

### 難忘的地方
武庫川、寶塚家庭樂園

### 交友關係
- 西野正人：高中時期的朋友，株式會社OLYMPIC（日语：オリムピック）代表董事[注 1]。

## 演出
粗體字表示主演。

### 電視劇
- 電視劇人間模樣（日语：ドラマ人間模様） 追求的男人（日语：追う男） 第1回（1986年7月12日，NHK大阪）—飾 宅配人員
- 連續電視小說（NHK綜合）
  - 小純的應援歌（日语：純ちゃんの応援歌）（1988年）—飾 興園寺清彥
  - 滿天（日语：まんてん）（2002年）—飾 花山圭介
  - 別嬪小姐（2016年）—飾 坂東五十八
  - 小女侍（2020年）—飾 長澤誠
  - 布基烏基（2024年）—飾 棚橋健二[23]
- 銀河電視小說 我的歌 我愛你（1988年10月3日—28日，NHK大阪）—飾 特高刑警[注 2]
- 新·部長刑事 城市警察24（日语：部長刑事#「新・部長刑事 アーバンポリス24」） 第1話—第309話（1989年—1997年，ABC電視台）—飾 倉田小太郎[注 3]
- PA三人組特別篇（日语：ADブギ）（1992年10月19日，TBS）
- 回到山林時代（1993年4月18日，NHK BS2／1994年3月21日改名「山林小獵人～啟程」，NHK BS2）—飾 艾利亞
- （1993年9月15日，NHK綜合）
- 大河劇（NHK綜合）
  - 花之亂（1994年）—飾 上月左近統帥
  - 毛利元就（1997年）—飾 井上春忠（日语：井上春忠）
  - 元祿繚亂（1999年）—飾 多門傳八郎（日语：多門重共）
  - 新選組！（2004年）—飾 殿內義雄（日语：殿内義雄）
  - 功名十字路（2006年）—飾 堀尾吉晴
  - 龍馬傳（2010年）—飾 吉田松陰
  - 八重之櫻（2013年）—飾 勝海舟
- 週二懸疑劇場 刑事 鬼貫八郎（日语：刑事・鬼貫八郎） 第4作（1994年11月8日，富士電視台）—飾 龜取薰
- 日本名作連續劇（日语：テレビ東京月曜9時枠の連続ドラマ） 夫婦善哉（日语：夫婦善哉 (小説)#テレビドラマ）（1995年2月6日，東京電視台）
- 週三連續劇（日本電視台）
  - 愛的奇蹟（日语：奇跡のロマンス）（1996年1月—3月）—飾 久住大和
  - 愛情遊戲（日语：恋のバカンス (テレビドラマ)）（1997年1月—3月）—飾 小野寺太一
  - 情牽有緣人（日语：お熱いのがお好き?）（1998年7月—9月）—飾 野野山裕次郎
  - 甜蜜生活。（日语：甘い生活。）（1999年7月—9月）—飾 矢澤英一
  - 新·夜逃屋本舖（日语：夜逃げ屋本舗#テレビドラマ）（2003年4月—6月）—飾 唐松安男
  - 14歲媽媽（2006年10月—12月）—飾 一之瀨忠彥
  - 黃金豬 -會計檢察廳 特別調查課-（2010年10月—12月）—飾 明珍郁夫
  - 花咲舞無法沉默（2014年4月—6月、2015年7月—9月）—飾 真藤毅
  - 正義檢事（日语：正義のセ#テレビドラマ）（2018年4月—6月）—飾 竹村浩市
  - 逆轉交響樂團（2023年1月11日—3月15日）—飾 常葉修介[24]
- 週六電視劇（日语：土曜ドラマ (NHK)） 公司（1996年，NHK綜合）[25]
- 週四劇場（富士電視台）
  - 35歲墜入愛河（日语：Age,35#テレビドラマ）（1996年4月—6月）—飾 大平幾也
  - 甜蜜結婚（日语：甘い結婚）（1998年1月—3月）—飾 立花大介
  - 非婚家族（日语：非婚家族） 第2話（2001年7月12日）
  - 離婚女律師（日语：離婚弁護士） 第8話（2004年6月3日）—飾 高澤博之
  - BOSS 第9話（2009年6月11日）—飾 西名亘
  - 醫師們的戀愛情事（2015年4月—6月）—飾 渡邊幹夫
  - 認識的妻子（2021年1月7日—3月18日）—飾 小池良治[26]
  - 小道消息 ＃她想知道真正的○○（2022年1月6日—3月17日）—飾 山田禮二[27]
  - 宛如粼光夫婦日和（2025年4月24日—6月26日）—飾 活動辯士[28]
- 週五連續劇（TBS）
  - 玻璃碎片（日语：硝子のかけらたち）（1996年7月—9月）—飾 美戶部甚一
  - 電子情謎（日语：QUIZ）（2000年4月—6月）—飾 緒澤在昌
  - MIU404（2020年6月26日—9月4日）—飾 我孫子豆治
- 3號桌的客人（日语：3番テーブルの客） 第1回（1996年10月21日，富士電視台）
- 世界奇妙物語 聖誕夜特別篇（日语：世にも奇妙な物語 聖夜の特別編）「心靈感應的愛」（1996年12月24日，富士電視台）—飾 松下明
- 第9話「NUOVO CINEMA PARADISO」（1997年6月7日，朝日電視台）—飾 菅原
- 千面女郎 最終話（1997年9月15日，朝日電視台）—飾 製作人
- 橫山靖（日语：横山やすし）紀念劇 [注 4]（1997年1月27日，MBS）—飾 西川潔（日语：西川きよし）
- 臉（日语：フェイス (テレビドラマ)）（1997年7月—9月，關西電視台、富士電視台）—飾 谷合慎一
- '98新春特別電視劇 廚藝小天王（日语：味いちもんめ#テレビドラマ）（1998年1月2日，朝日電視台）—飾 若林魚庵的經紀人佐竹
- 週五娛樂（日语：金曜エンタテイメント）（富士電視台）
  - 美麗三姐妹溫泉藝伎出發啦！（日语：美人三姉妹温泉芸者が行く!） 第5、6作（1998年2月27日、2001年6月1日）—飾 堀井將
  - 女經理金子薰 悲傷事件簿1（日语：女マネージャー金子かおる 哀しみの事件簿1）（2002年2月8日）—飾 半田俊治
- 老師不知道？（日语：先生知らないの?）（1998年4月—6月，TBS）—飾 曾根田勝
- 鬼之棲家（1999年1月—3月，富士電視台）—飾 黑川幸彥
- 繼續／特別篇 PHANTOM ～以死打契約的詛咒之樹（1999年12月24日，TBS）—飾 遠山金太郎
- 時代劇浪漫（日语：特選!時代劇#時代劇ロマン） 一弦之琴（日语：一絃の琴#ドラマ）（2000年3月—7月，NHK綜合）—飾 望月健直
- 圈套系列（朝日電視台）—飾 矢部謙三
  - 圈套（2000年7月—9月）
    - 圈套2（2002年1月—3月）
    - 圈套3（2003年10月—12月）
    - 圈套 新作特別篇（2005年11月13日、2010年5月15日、2014年1月12日）

  - 警部補 矢部謙三（2010年4月9日—5月14日）—飾 矢部謙三（主演）[注 5]
    - 警部補 矢部謙三2（2013年7月5日—8月30日）—飾 矢部謙三（主演）、三謙王子（第5話）
- 相棒系列（朝日電視台）—飾 淺倉祿郎
  - 週六WIDE劇場（日语：土曜ワイド劇場） 相棒2 警視廳內只有兩人的特命係（2001年1月27日）
  - season1 第5話（2002年11月6日）
  - season2 第1、2、10、最終話（2003年10月8日、15日、12月17日、2004年3月17日）
  - season3 第18話（2005年3月16日）
- 弄假成真（日语：ウソコイ）（2001年7月—9月，富士電視台）—飾 角田亮一
- 週一推理劇場（日语：月曜ミステリー劇場） 淺見光彥系列 小少爺殺人事件（日语：浅見光彦シリーズ (TBSのテレビドラマ)#沢村一樹版（第14作 - 第31作/2000年 - 2012年））（2001年9月24日，TBS）—飾 丸山登
- 愛與青春的寶塚（日语：愛と青春の宝塚）（2002年1月3、4日，富士電視台）—飾 橘的養父佐原
- 極道鮮師（2002年4月—7月，日本電視台）—飾 猿渡五郎
  - 極道鮮師特別篇（2003年3月26日）
  - 極道鮮師 第2系列（2005年1月—3月）
  - 極道鮮師 第3系列（2008年4月—6月）
  - 極道鮮師畢業特別篇 '09（2009年3月28日）
- HR 第7話—最終話（2002年11月—2003年3月，富士電視台）—飾 留學生海
- 年輕爸爸（日语：やんパパ）（2002年10月—12月，TBS）—飾 山崎
- 週六連續劇（日本電視台）
  - 我的魔法師 最終話（2003年7月5日）—飾 渡邊一義
  - 辣妹掌門人（2006年4月—6月）—飾 柳下哲雄
  - 幽靈媽媽搜查線 ～我與媽媽不可思議的100天～（2012年7月—9月）—飾 三船義光
  - 學校的階梯（2015年1月—3月）—飾 金時平男
  - 限時嫁人大作戰（日语：SURVIVAL WEDDING#テレビドラマ）（2018年7月—9月）—飾 柏木惣一
- 週六WIDE劇場（日语：土曜ワイド劇場） 京都祇園祭典殺人事件（日语：狩矢父娘シリーズ）（2004年8月14日，朝日電視台系列）—飾 野上陽介
- 週日劇場（TBS）
  - 現在，很想見你（2005年7月—9月）—飾 菊地俊輔
  - GM ～跳舞的醫生（日语：GM〜踊れドクター）（2010年7月—9月）—飾 漆原誠司
  - 飛翔公關室（2013年4月—6月）—飾 阿久津守
  - 對不起青春！（2014年10月—12月）—飾 三宮大三郎
  - 下剋上球兒（2023年10月15日—12月17日）—飾 橫田宗典[29]
  - 第19號病歷表（2025年7月13日—）—飾 北野榮吉[30]
- 求愛三兄弟（日语：ブラザー☆ビート）（2005年10月—12月）—飾 野口秀貴
- DRAMA COMPLEX（日语：ドラマ・コンプレックス） 終戰60年特別連續劇 螢火蟲之墓（2005年11月1日，日本電視台）—飾 小鎮居民 吉岡利之
- 終戰60年特別連續劇 日本的辛德勒 杉原千畝的故事：來自日本的救命簽證（日语：日本のシンドラー杉原千畝物語 六千人の命のビザ）（2005年10月11日，讀賣電視台、日本電視台系列）—飾 菊池文
- 女王的教室特別篇（2006年3月17日、18日，日本電視台）—飾 富塚保彥
- 週一9點時段（富士電視台）
  - 主播台女王（2006年4月—6月）—飾 石場小吉
  - 神探伽利略 第2季 第九章「擾亂」（2013年6月10日）—飾 高藤英治
  - 信長協奏曲（2014年10月—12月）—飾 今川義元
  - 貴族偵探（2017年4月—6月）—飾 鼻形雷雨[31]
- 閃亮實習醫生（日语：きらきら研修医#テレビドラマ）（2007年1月—3月，TBS）—飾 川合真介（Gachapin老師）
- 週六PREMIUM（日语：土曜プレミアム）（富士電視台）
  - 裸體的大將（日语：裸の大将放浪記#登場人物（塚地武雅版））（塚地武雅版）—飾 田中巡警
    - 第1作「裸體的大將 長野篇 ～流浪的蟲子們開始活動了～」（2007年9月1日）
    - 第3作「裸體的大將 山梨篇 ～因為富士山上出現了假貨～」（2008年10月18日）

  - 了不起的偷拍 零缺點的門房（2011年11月5日）—飾 占部薰
  - 惡魔的手毬歌 ～金田一耕助，再度出現（2019年12月21日）—飾 立原虎藏
- 明天的喜多善男 ～世界第一不幸的男人，奇蹟的11天～（2008年1月—3月，富士電視台）—飾 杉本勝
- 4姊妹偵探團（2008年1月—3月，ABC電視台、朝日電視台）—飾 城之內秀樹
- 電視劇8（日语：ドラマ8） 貓街（2008年8月—10月，NHK綜合）—飾 校長
- 週四晚間連續劇 夢象成真（日语：夢をかなえるゾウ#連続ドラマ「女の幸せ篇」） 第8、9話（2008年11月20日、27日，日本電視台）—飾 織田信長
- 帥哥麵屋偵探（日语：イケ麺そば屋探偵〜いいんだぜ!〜）（2009年4月—6月、7月—9月，日本電視台）—飾 黑田金造
- 週四連續劇（朝日電視台）
  - 龍櫻 ～轉職代理人～（2010年1月—3月）—飾 海老澤康生
  - 零的真相 ～監察醫·松本真央～（2014年7月—9月）—飾 泉澤郁夫
  - 邁向未來的倒數10秒（2022年4月14日—6月9日）—飾 貓林肇[32][33]
  - 隼消防團（2023年7月13日—9月14日）—飾 山原賢作[34][35]
- 終戰特別連續劇 歸國（日语：歸國#テレビドラマ）（2010年8月14日，TBS）—飾 立花報道官
- 特別電視劇「草莓之夜」（2010年11月13日，富士電視台）—飾 井岡博滿
  - 草莓之夜（2012年1月6日）
  - 草莓之夜：午夜居酒屋（2013年1月22日—25日）
  - 草莓之夜：無形雨之後（2013年1月26日）
- 24小時電視特備電視劇 只要活著就好（2011年8月20日，日本電視台）—飾 安西宗則
- 週五黃金檔（日语：金曜スーパープライム） 亂馬½（2011年12月9日，日本電視台）—飾 天道早雲（日语：天道早雲）
- 新春SP 再也不誘拐了（2012年1月3日，富士電視台）—飾 支配人
- 必殺仕事人（日语：必殺シリーズ）系列（ABC電視台[注 6]、朝日電視台）—飾 增村倫太郎
  - 必殺仕事人2012（日语：必殺仕事人2012）（2012年2月19日）
  - 必殺仕事人2013（日语：必殺仕事人2013）（2013年2月17日）
  - 必殺仕事人2014（日语：必殺仕事人2014）（2014年7月27日）
  - 必殺仕事人2015（日语：必殺仕事人2015）（2015年11月29日）
  - 必殺仕事人2016（日语：必殺仕事人2016）（2016年9月25日）[36]
  - 特別電視劇必殺仕事人（日语：必殺仕事人 (2018年のテレビドラマ)）[注 7]（2018年1月7日）[37]
  - 特別電視劇必殺仕事人2020（日语：必殺仕事人2019）（2019年3月10日）
  - 必殺仕事人2020（日语：必殺仕事人2020）（2020年6月28日）
  - 必殺仕事人（日语：必殺仕事人 (2022年のテレビドラマ)）（2022年1月9日）
- 王牌大律師（2012年4月—6月，富士電視台）—飾 三木長一郎
  - 王牌大律師 特別篇（2013年4月13日）
  - 王牌大律師（第2季）（2013年10月—12月）
  - 王牌大律師 特別篇2（2014年11月22日）
- 劇集W／連續劇W（WOWOW）
  - 三谷幸喜「大空港2013」（日语：大空港2013）（2013年12月29日）—飾 鶴橋藏之介
  - 東野圭吾「瀕死之眼」（2019年3月16日—4月20日）—飾 江島光一
  - 看到他們就會明白（日语：彼らを見ればわかること）（2020年1月11日—2月29日）—飾 內田櫂斗
- 週一懸疑劇院 隱蔽搜查（日语：隠蔽捜査）（2014年1月—3月，TBS）—飾 上條貴仁
- 週四電視劇場 MOZU Season1 ～百舌吶喊的夜晚～（2014年4月—6月，TBS）—飾 室井玄
- 鈴木商店的當家娘（2014年5月9日，讀賣電視台）—飾 鈴木岩治郎（日语：鈴木岩治郎）
- 週二連續劇（TBS）
  - 東京猩紅 ～警視廳NS係（2014年7月—9月）—飾 阿藤宗介
  - 重版出來！（2016年4月—6月）—飾 岡英二[38]
  - 初戀那一天所讀的故事（2019年1月15日—3月19日）—飾 梅岡道真
  - 打扮的戀愛是有理由的 第3話—最終話（2021年5月4日—6月22日）—飾 小林禮史[39]
- 週五晚間連續劇（朝日電視台）
  - Second Love（2015年2月6日—3月20日）—飾 高柳太郎
  - 漂流者（2021年7月23日—9月24日）—飾 柴田俊哉[40]
  - JK和六法全書（日语：JKと六法全書）（2024年4月19日—6月7日，朝日電視台）—旁白／飾 百目木喜十[41]
- 週五PREMIUM（日语：金曜プレミアム） 以我為名的變奏曲（2015年10月2日，富士電視台）—飾 北川淳
- Nextbreak（日语：ネクストブレイク） 病危無視（2015年11月12日—12月3日，日本電視台）—飾 矢部謙三（主演）[42]
- 週日連續劇（日本電視台）
  - 臨床犯罪學者 火村英生的推理（2016年1月—3月）—飾 鍋島久志[43]
  - 輪到你了（2019年4月14日—9月8日）—飾 田宮淳一郎
    - 金曜ROAD SHOW（日语：金曜ロードショー） 劇場版公開紀念！「輪到你了」全新拍攝特集！（2021年12月10日）

  - 若草物語 -戀愛姐妹與無法戀愛的我-（2024年10月6日—12月15日，日本電視台）—飾 黑崎潤[44][45]
- 櫻花道附近的故事 第2夜「近邊2」（2016年3月8日，富士電視台）—飾 公司社長[46][47]
- 電視劇24 俠飯（2016年7月—9月，東京電視台）—飾 柳刃龍一（主演）[48]
- Doctor-X ～外科醫 大門未知子～特別篇（2016年7月3日，朝日電視台系列（週日娛樂（日语：日曜エンターテインメント）））—飾 黃川田高之
  - 第4期（2019年10月17日—12月22日，朝日電視台系列（週四連續劇））
- 週日WIDE（日语：日曜ワイド） （2017年12月3日，朝日電視台）—主演：飾 春日部晴彥
- 讀賣電視台開台60年紀念特別電視劇 培養天才的妻子（日语：天才を育てた女房）（2018年2月23日，讀賣電視台）—飾 秋月康夫[49]
- 假面騎士ZI-O（2018年9月—2019年8月，朝日電視台）—飾 常磐順一郎[50]
- 週日Prime（日语：日曜プライム）（朝日電視台）
  - 指定律師（日语：指定弁護士 (テレビドラマ)）（2018年9月23日）—飾 安倍忠一[51]
  - 電視劇（日语：微笑む人#テレビドラマ）（2020年3月1日）—飾 井上肇
  - 不協和音 火炎刑警 VS 冰檢察官（日语：不協和音 (大門剛明)#テレビドラマ）（2020年3月15日）—飾 加藤博行[52]
- 日經特別劇 琥珀之夢（日语：琥珀の夢#テレビドラマ）（2018年10月5日，東京電視台）—飾 鳴江千惠藏[53]
- 犬神家一族（2018年12月24日，富士電視台）—飾 橘重藏
- 正月時代劇（日语：NHK正月時代劇） 家康、建設江戶（日语：家康、江戸を建てる） 前篇（2019年1月2日，NHK綜合）—飾 內田六次郎
- 週六晚間連續劇（日语：土曜ナイトドラマ (テレビ朝日)） 我的初戀情人（日语：僕の初恋をキミに捧ぐ#テレビドラマ）（2019年1月19日—3月2日，朝日電視台）—飾 種田讓
- Shindora（日语：シンドラ） 即使生氣也不要和笨蛋交手！（日语：頭に来てもアホとは戦うな!）（2019年4月23日—6月25日，日本電視台）—飾 齋藤充
- 週六好劇（朝日電視台）
  - 小太郎一個人生活（2021年4月24日—6月26日）—飾 田丸勇
    - 你回來了！小太郎一個人生活（2023年4月15日—6月10日）[54]
- 週四連續劇F 幸運少女組（日语：アンラッキーガール!）（2021年10月7日—12月9日，讀賣電視台）—飾 指宿惠德[55]
- 謀殺☆謎 ～偵探 斑目瑞男的事件簿～（日语：マーダー★ミステリー 〜探偵・斑目瑞男の事件簿〜） 伊呂鳥莊湯霧溫泉殺人事件（2022年3月4日、11日，ABC電視台）—飾 紫堂京介[56][57]
- 騙不了人的男人（2022年3月26日，日本電視台）—飾 貴島源一郎[58]
- 新宿野戰醫院（2024年7月3日—9月11日，富士電視台）—飾 高峰啓三[59]
- 新·暴坊將軍（2025年1月4日，朝日電視台）—飾 辰五郎[60]
- 秘密 ～THE TOP SECRET～ 第7、8話（2025年3月10日、17日，關西電視台、富士電視台）—飾 千堂潮[61]
- 總有一天，在無重力中（2025年9月8日〈預定〉—，NHK綜合）—飾 舎人五郎[62]

### 網路電視劇
- 警部補 矢部謙三 ～人工頭腦（ZUNOU）VS人工頭毛（ZUMOU）～（2017年3月7日—4月4日，Video Pass／朝視動畫（日语：テレ朝動画））—飾 矢部謙三（主演）[63]
- 小太郎一個人生活系列（TELASA）—飾 田丸勇
  - 花輪老師獨擋半面!?（2021年5月22日—6月19日）[64]
  - 佑閣下的尋找自我（2023年5月13日、20日）[65]

### 電影
- 常盤莊的青春（日语：トキワ荘の青春）（1996年3月23日，Culture Publishers（日语：Culture Publishers））—飾 鈴木伸一（日语：鈴木伸一）
- 新·居酒屋幽靈（日语：居酒屋ゆうれい#新・居酒屋ゆうれい）（1996年9月28日，東寶）—飾 杉町
- 戀愛、花火、摩天輪（日语：恋と花火と観覧車）（1997年2月15日，松竹）—飾 西荻洋一郎
- 卡美拉3：邪神〈伊利斯〉覺醒（1999年3月6日，東寶）
- 繼續/電影：美麗夢想者（2000年3月4日，東寶）—飾 遠山金太郎
- 圈套系列（東寶）—飾 矢部謙三
  - 圈套劇場版（日语：トリック劇場版）（2002年11月9日）
  - 圈套劇場版2（日语：トリック劇場版）（2006年6月10日）
  - 圈套劇場版3：靈能力者大逃殺（日语：劇場版TRICK 霊能力者バトルロイヤル）（2010年5月8日）
  - 圈套劇場版 LAST STAGE（日语：トリック劇場版 ラストステージ）（2014年1月11日）
- 水銀燈下死（日语：ラストシーン (映画)）（2002年11月9日，Oz／Omron）—飾 醫療顧問
- 沙羅雙樹（2003年7月12日，日活／Real Products）—飾 麻生卓
- 沙漠中的月亮（日语：月の砂漠 (映画)）（2003年9月6日，RENTRAK JAPAN（日语：レントラックジャパン）／Pandora）—飾 市山
- g@me.（2003年11月8日，東寶）—飾 葛城的部下
- 下妻物語（2004年5月29日，東寶）—飾 柏青哥店店長
- 爸爸的背摔絕技（日语：お父さんのバックドロップ）（2004年10月9日，cinequanon（日语：シネカノン））—飾 菅原進
- Christmas Christmas（2004年12月4日，KLOCKWORX（日语：クロックワークス））—飾 吉田滿
- 深夜裡的彌次先生和喜多先生（日语：真夜中の弥次さん喜多さん#映画）（2005年4月2日，Asmik Ace（日语：アスミック・エース））—飾 瓦版男
- 戰國自衛隊1549（2005年6月11日，東寶）—飾 森彰彥三等陸佐
- 浪花金融道：灰原決勝負！起死回生！（2005年7月2日，Art Port（日语：アートポート））—飾 篁悟
- 有頂天酒店（2006年1月14日，東寶）—飾 瀨尾高志
- 舞妓哈哈哈（2007年6月16日，東寶）—飾 先崎部長
- 黃金公主：敵中突破（日语：隠し砦の三悪人 THE LAST PRINCESS）（2008年5月10日，東寶）—飾
- 20世紀少年〈第1章〉 完結的開始（2008年8月30日，東寶）—飾 噹嘰（木戶三郎）
- 小雙俠（日语：ヤッターマン (映画)）（2009年3月7日，日活）—飾 伯亞基
- 極道鮮師 THE MOVIE（2009年7月11日，東寶）—飾 猿渡五郎
- 山形尖叫（日语：山形スクリーム）（2009年8月1日，GAGA CORPORATION（日语：ギャガ））—飾 蝦蟇且茂治郎
- 南極料理人（日语：南極料理人）（2009年8月8日，東京Theatres（日语：東京テアトル））—飾 本先生
- 杯酒人生（日语：サイドウェイズ）（2009年10月31日，20世紀FOX）—飾 上原大介
- 旋風食堂之夜（日语：つむじ風食堂の夜）（2009年11月21日，Jolly Roger（日语：ジョリー・ロジャー (企業)））—飾 「我」的父親
- 斑馬人2：斑馬城的逆襲（日语：ゼブラーマン -ゼブラシティの逆襲-）（2010年5月1日，東映）—飾 電視記者
- 孤高的手術刀（2010年6月5日，東映）—飾 野本
- 櫻田門外之變（日语：桜田門外ノ変#映画）（2010年10月16日，東映）—飾 高橋多一郎（日语：高橋多一郎）
- 狗狗與你的心事 狗狗電影（2011年1月22日，Asmik Ace）—飾 三浦先生
- 隼鳥號（日语：はやぶさ/HAYABUSA）（2011年10月1日，20世紀FOX）—飾 隼鳥迷 御宅族
- 鬼壓床了沒（2011年10月29日，東寶）—飾 占部薰
- 上班族NEO 劇場版(笑)（日语：サラリーマンNEO#劇場版）（2011年11月3日，Showgate（日语：博報堂DYミュージック&ピクチャーズ））—飾 中西一郎
- 賭博默示錄2：人生奪回遊戲（2011年11月5日，東寶）—飾 坂崎孝太郎
- 再生物語（日语：スープ〜生まれ変わりの物語〜）（2012年7月7日，東京Theatres）—飾 涉谷健一[注 8]
- 黑貓露西（2012年10月6日，AMG ENTERTAINMENT（日语：AMGエンタテインメント））—飾 鮫島修一
- 殺人草莓夜（2013年1月26日，東寶）—飾 井岡博滿
- 白金數據（2013年3月16日，東寶）—飾 志賀孝志
- 我只是還沒有認真而已（日语：俺はまだ本気出してないだけ#映画）（2013年6月15日，松竹）—飾 宮田修[66]
- 推理要在晚餐後（2013年8月3日，東寶）—飾 京極天
- 白雪公主殺人事件（2014年3月29日，松竹）—飾 水谷
- 白色榮光FINAL：地獄犬肖像（2014年3月29日，東寶）—飾 東堂文昭
- 王牌大騙局（日语：エイプリルフールズ）（2015年4月1日，東寶）—飾 大島達宏
- 乒乓情人夢（2017年10月21日，東寶）—飾 簡·埃斯梅拉達
- 犬屋敷（2018年4月20日，東寶）—飾 正木
- 假面騎士系列（東映）—飾 常磐順一郎
  - 平成假面騎士20部紀念 假面騎士平成世代 FOREVER（2018年12月22日）[67]
  - 劇場版 假面騎士ZI-O Over Quartzer（2019年7月26日）
- 假面飯店（2019年1月18日，東寶）—飾 栗原健治
- 信用詐欺師JP -浪漫篇-（2019年5月17日，東寶）—飾 何南生
  - 信用詐欺師JP -公主篇-（2020年7月23日，東寶）
- 天外者（日语：天外者）（2020年12月11日，Giggly Box）—飾 五代秀尭
- 輪到你了 劇場版（2021年12月10日，東寶）—飾 田宮淳一郎
- 水流向大海（日语：水は海に向かって流れる#実写映画）（2023年6月9日，Happinet Phantom Studios（日语：ハピネットファントム・スタジオ））—飾 成瀨賢三[68]
- BAD LANDS（2023年9月29日，東映／Sony Pictures Entertainment）—飾 高城[69]
- 法庭遊戲（日语：法廷遊戯#映画）（2023年11月10日，東映）—飾 釘宮昌治[70]
- 迷宮裡的魔術師（日语：ブラック・ショーマンと名もなき町の殺人#映画）（預定2025年9月12日，東寶）—飾 木暮大介[71]
- 貝多芬的捏造（日语：ベートーヴェン捏造 名プロデューサーは嘘をつく#映画）（預定2025年9月12日，松竹）—飾 斯特凡·馮·布羅伊寧（英语：Stephan von Breuning (librettist)）[72]

### 舞台
- 君臣人子小命嗚呼（英语：Rosencrantz and Guildenstern Are Dead）（1994年、［再演］1997年、［再再演］2000年）—飾 蓋登思鄧（英语：Rosencrantz and Guildenstern）
- 哈姆雷特（1995年）—飾 雷爾提
- 贋作 罪與罰（1995年，原作、演出：野田秀樹）—飾 都司之助
- 孩子的一生（1998年）—飾 三友
- 外葉小町 漫畫之夜製作（1999年）—編劇、演出，飾 小早川秀一
- 潘朵拉之鐘（1999年）—飾 平川
- 七位士兵的故事（日语：七人ぐらいの兵士）（2000年、［再演］2001年）—編劇、主演，飾 木下一郎 兵長
- 人間風車（2000年）—飾 平川
- 壞消息☆好時機（2001年，原作、演出：三谷幸樹）—飾 岩田哲郎
- 浮標（2003年）—飾 久我五郎
- 變色龍之唇（2004年）—飾 刀半月
- JOKER（2004年）—原作、飾 井上誠／兵長
- 演劇組合「老鼠三劍客」第1回公演『鈍獸（日语：鈍獣）』（2004年，PARCO劇場（日语：PARCO劇場），原作：宮藤官九郎、演出：河原雅彥（日语：河原雅彦））—飾 岡本
- 淚水的溫度（2005年，朗讀劇）
- 媒介（2005年）—飾 伊阿森
- 12個善良的日本人（日语：12人の優しい日本人）（2005年）—飾 陪審員2號
- 即興戲劇劇場（日语：鶴瓶のスジナシ!）（2005年）
- 小鹿物語（日语：小鹿物語）（2006年）—飾 塙與一
- LOVE 30 ～女人、男人、故事～（日语：LOVE 30 〜女と男と物語〜） 第3幕『給兄弟的留言』（2006年）
- （2007年）—擔任演出
- 知己·羈絆（日语：コンフィダント・絆）（2007年）—飾 文森·梵谷
- 羅曼史（2007年）—飾 青年契訶夫
- 春與夏 -未送達的信件-（2007年）
- （2008年）
- （2009年，原作：清水邦夫）—擔任演出
- 演劇組合「老鼠三劍客」第2回公演 『印獸』（2009年，PARCO劇場，原作：宮藤官九郎、演出：河原雅彥）
- （2009年）
- 黴菌（2010年，演出：Keralino Sandorovich（日语：ケラリーノ・サンドロヴィッチ））
- 暴風雨（2011年，演出：堤幸彥）—飾 聞得大君真牛
- PRESS（2012年，演出：水田伸生）
- CBGK（日语：CBGKシブゲキ!!） Premium Stage 朗讀劇『Re:』（2012年3月25日，CBGK（日语：CBGKシブゲキ!!））
- 祈禱和怪物 ～威爾小鎮的三姐妹～（2012年，演出：Keralino Sandorovich）—飾 唐·格拉斯
- 井上莎士比亞（2013年10月，歐力士劇場（日语：オリックス劇場）／2013年11月，東急劇場Orb（日语：東急シアターオーブ），演出：豬上秀德（日语：いのうえひでのり））—飾 源賴朝
- 演劇組合「老鼠三劍客」第3回公演 『可怕的萬獸』（2014年3月—4月，PARCO劇場，原作：宮藤官九郎、演出：河原雅彥）
- 全蝕狂愛（2014年11月7日—11月29日，Bunkamura Theatre Cocoon（日语：シアターコクーン）／12月4日—12月7日，Theater BRAVA！（日语：シアターBRAVA!），原作：基斯杜化·咸頓、演出：蜷川幸雄）—飾 保羅·魏爾倫[73]
- 布羅肯怪物（2015年）—飾 黑柳[74]
- 劇團☆新感線（日语：劇団☆新感線）「骷髏城之七人（日语：髑髏城の七人）」 Season風（2017年9月—11月，IHI STAGE AROUND東京）—飾 狸穴二郎衛門[75]
- KERA（日语：ケラリーノ・サンドロヴィッチ） CROSS『再見 (小說)（日语：グッド・バイ (小説)再見）』（2020年1月—2月，創新劇院、梅田藝術劇場、Village Hall 等地方公演）—演出、飾演
- 劇團☆新感線 薔薇與武士2 -海賊女王歸還-（2022年9月—11月，新橋演舞場 等，演出：豬上秀德）
- 竹生企劃第四彈（2025年11月—12月〈預定〉，本多劇場（日语：本多劇場） 等，演出：倉持裕（日语：倉持裕））[76]

### 非戲院首映
- 假面騎士ZI-O NEXT TIME Geiz Majesty（2020年4月22日，東映）—飾 常磐順一郎[77]

### 綜藝、訊息節目
- 我們是怪異上班族（1983年，每日放送）[注 9]
- 最強FBI緊急搜查SP（不定期，富士電視台）—領航員
- TV's HIGH（日语：TV's HIGH）（富士電視台）
- 週刊電視廣辭苑（日语：週刊テレビ広辞苑）（讀賣電視台）
- 偵探！夜間獨家報導（日语：探偵!ナイトスクープ）（朝日放送）—第1期偵探 。曾負責肯德基爺爺雕像救援行動，但後來離開了該項目。
- 小鬼綜藝帝國2000！（日语：ガキバラ帝国2000!）（TBS） 「考試戰士 暴風」—飾 皇帝
- WORLD☆RECORDS（日语：ワールド☆レコーズ）（日本電視台）—主持人
- GACHAGACHA PONG！（日语：ガチャガチャポン!）（富士電視台）—飾 今泉誠（爸爸）
- 三宅裕司的工作天堂（日语：三宅裕司のワークパラダイス）（山口放送製作、日本電視台系列）
- 現代用語的基本體力（日语：現代用語の基礎体力）（讀賣電視台）
- MUIMIDASU（日语：ムイミダス）（讀賣電視台）
- 未確認飛行BUTTOI（日语：未確認飛行ぶっとい）（讀賣電視台）
- Quiz Poker Face（日语：クイズ・ポーカーフェイス）（富士電視台）—主持人
- 上班族NEO（日语：サラリーマンNEO）（NHK綜合）
- （TBS）—主持人
- —飾 黑田金造
  - —飾 黑田金造
- 日本窺視太郎（日语：ニッポンのぞき見太郎 あなたは多数派?少数派?）（2016年4月26日—9月20日，關西電視台製作、富士電視台系列）—主持人[78]
- 奇蹟9（日语：くりぃむクイズ ミラクル9）（朝日電視台）—不定期演出
- （2017年7月7日，朝日放送）—主持人
  - （2018年9月30日）—主持人
- 真假驗證中（日语：それって!?実際どうなの課）（2019年4月3日—2024年3月27日，中京電視台製作、日本電視台系列）—主持人
- （2022年5月1日—，NHK BS、BS Premium 4K）—旁白
- 巷子傳聞大檢驗！那到底是真是假呢？研討會（日语：巷のウワサ大検証!それって実際どうなの会）（2024年6月3日、26日、7月8日、31日、9月11日、25日、10月9日—，TBS）—主持人（會長）
- 喜劇×紀錄片 笑劇公司革命（2024年12月30日、2025年7月2日—，NHK綜合）—齋藤部長 [79]

### 廣告
- 郵便局（日语：郵便局 (企業)） 「Letax（日语：レタックス）」
- 好侍食品 、
- 麒麟啤酒 「白麒麟」
- 武田藥品工業 
- 東芝Lightech（日语：[[:ja:東芝ライテック]|]]） 
- 公共廣告機構（日语：ACジャパン） 「天ぷら油で走るバス」—旁白
- 大發Move Conte（日语：ダイハツ・ムーヴコンテ）—的聲音、大發Tanto—100%免稅
- 任天堂 「新超級瑪利歐兄弟Wii」
- TSUTAYA
- 日本民間放送聯盟—地球暖化問題啟發焦點
- 獅王
  - Bufferin（日语：バファリン）EX（2016年）—飾演 父親
- 日本可口可樂 「動元素」®0

### 電視動畫
- 小雙俠 (2008年版)（2008年11月24日播出）—飾 本人（與真人版小雙俠商業合作）

### 電影動畫
- 艾摩爾的冒險（1997年7月5日，松竹）—飾 獅子
- 烏龍派出所 THE MOVIE2 UFO大逆襲！龍捲風大作戰!!（2003年12月20日，東寶）—飾 Tiger虎山[80]
- 我的英雄學院：兩個人的英雄（2018年8月3日，東寶）—飾 大衛·希爾德[81]

### 遊戲
- 餓狼傳說2—飾 東丈（日语：ジョー・ヒガシ）、比利·康恩（日语：ビリー・カーン）、羅倫斯·布拉德（日语：ローレンス・ブラッド）
- 餓狼傳說 SPECIAL（日语：餓狼伝説スペシャル）—飾 東丈、比利·康恩、羅倫斯·布拉德、基斯·哈瓦德（日语：ギース・ハワード）
- 格鬥天王'94—飾 東丈
- 格鬥天王'95—飾 比利·康恩

### 外語配音
- 神偷奶爸3（2017年7月21日，Universal Pictures）—飾 多魯·格魯
- 阿達一族（2020年9月25日，PARCO）—飾 哥梅茲·阿達（英语：Gomez Addams）[82]
  - 阿達一族2（2022年1月）[83]

### 廣播主持
- ABC電台天堂（日语：ABCラジオパラダイス）（1990年—1991年，ABC電台）
- ABC音樂天堂（日语：AABCミュージックパラダイス）（1991年—1992年，ABC電台）[注 10]
- KABAYAKI的對不起青春！（2015年6月14日，TBS電台）[84]

### 廣播劇
- Banana Fish—馬克斯・羅柏（第1代）
- （1999年2月6日，NHK FM戲院（日语：FMシアター））

### DVD
- 「白盤」「黒盤」（2007年）—貓熊的聲音
- 「金盤」「銀盤」「銅盤」（2008年）—貓熊的聲音

### 其它
- 與鶴瓶家族乾杯（日语：鶴瓶の家族に乾杯）（NHK綜合）
- 桂三枝的一切 ～六代桂文枝襲名～（2012年7月29日，NHK BS Premium）導航

## 音樂

### 單曲
- （1997年10月1日，日本古倫美亞，CODA-1320）—與河合美智子（日语：河合美智子）二重唱

## 小冊子
- —生瀨勝久來自西宮市，但是以前住在寶塚市附近，因為他本身畢業於寶塚市的一所高中，所以與當時擔任市長的中川智子（日语：中川智子）一起接受採訪的內容曾經被刊載[3]。據中川的表示，她也是生瀨母親的朋友[3]。

## 腳註

## 外部連結
- 生瀨勝久｜株式會社cube （日語）—RICOMOTION
- 生瀨勝久 （日語）—NHK人物錄（日语：NHKアーカイブスポータル）
- 生瀨勝久 （日語）—TVer